# Prophryxus alascensis
Prophryxus alascensis is een pissebed uit de familie Dajidae. De wetenschappelijke naam van de soort is voor het eerst geldig gepubliceerd in 1909 door Harriet Richardson.